# Believe in love (ZONEの曲)
「believe in love」（ビリーブ・イン・ラブ）は、日本のガールズロックバンド・ZONEのインディーズ1作目のシングル。

## 概要
- インディーズデビューシングル。

## 収録曲
1. believe in love [4:34]
作詞・作曲：町田紀彦
編曲：シゲ
2. morning glory [4:37]
作詞・作曲：町田紀彦
3. 僕はマグマ [3:56]
作詞：ZONE
作曲：森香
編曲：和田勝彦
ミュージック・ビデオで当時まだ演奏できなかった楽器を小道具として使用するパフォーマンスがバンドルとして活動していくきっかけとなった[1]。
4. believe in love (instrumental) [4:48]
作曲：町田紀彦
編曲：シゲ
表題曲のインストゥルメンタルバージョン。

## 楽曲の収録アルバム
- E 〜Complete A side Singles〜 (#1)